# Tina Freyburg
Tina Margarete Freyburg (* 15. November 1979 in Stuttgart) ist eine deutsche Professorin für Politikwissenschaft. Sie lehrt seit 2015 Vergleichende Politikwissenschaft (Comparative Politics) an der School of Economics and Political Science (SEPS) der Universität St. Gallen, wo sie zudem Direktorin des Master-Studiengangs International Affairs and Governance ist und Co-Leiterin des Instituts für Politikwissenschaft (IPW).

## Akademischer Werdegang
Tina Margarete Freyburg studierte an der Universität Mannheim und an der Ruprecht-Karls-Universität Heidelberg und schloss 2006 mit einem Magister in Politikwissenschaft ab mit Psychologie, Medien- und Kommunikationswissenschaften in den Nebenfächern. Sie promovierte 2011 an der ETH Zürich. Das Thema ihrer Dissertation lautete „Transnational influences and democratic socialization in authoritarian contexts“. Die Arbeit wurde mit dem Preis des Schweizerischen Instituts für Auslandforschung für die beste Dissertation in den Sozialwissenschaften ausgezeichnet.
Weitere Ausbildungsstationen waren das Europäische Hochschulinstitut in Florenz und die Universität Warwick. Freyburg ist Verfasserin und Autorin von zahlreichen wissenschaftlichen Publikationen und Büchern. Der Schwerpunkt ihrer Forschung liegt im Bereich der Demokratie- und Demokratisierungsforschung in einer globalisierten und digitalen Welt.
Mitte Januar 2020 hat Tina Freyburg bei der Eröffnung des Kompetenzzentrums für Afrikaforschung (Competence Center for African Research CCAR-HSG) der Universität St. Gallen eine Studie vorgestellt, die den Einfluss von Internet-Blockaden auf Wahlergebnisse in afrikanischen Ländern untersucht. Anhand der Wahlen 2016 in Uganda hat ihr Forschungsteam die Rolle von Telekom-Unternehmen während einem Internet-Shutdown analysiert. Die wissenschaftliche Feldarbeit wurde im Film „Citizens Offline“ dokumentiert.

## Publikationen (Auswahl)
- mit Julia Leininger, Sonja Grimm: Do All Good Things Go Together? Conflicting Objectives in Democracy Promotion. Routledge, Abington 2012, ISBN 978-0-415-82590-0.
- Democracy Promotion by Functional Cooperation: The European Union and Its Neighbourhood. Palgrave Macmillan, London 2015, ISBN 978-1-137-48935-7.

## Auszeichnungen
- 2012: Swiss Institute for International Studies (SIAF) für die beste Dissertation in den Sozialwissenschaften.
- 2013: Journal of European Public Policy (JEPP). Preis für den meist heruntergeladenen Artikel (Co-Autorin).